# Nazionale olimpica di calcio della Norvegia
La nazionale olimpica norvegese di calcio è la rappresentativa calcistica della Norvegia che rappresenta l'omonimo stato ai giochi olimpici.

## Storia

### XV Olimpiade
Nel 1952, la Norvegia disputò i Giochi della XV Olimpiade. Il commissario tecnico Frank Soo convocò – tra gli altri – Thorbjørn Svenssen, per molti anni calciatore con più presenze nella Nazionale maggiore. La formazione norvegese fu eliminata dalla Svezia olimpica agli ottavi di finale del torneo.

### XXIII Olimpiade
Nel 1984, la Norvegia raggiunse la fase finale dei Giochi della XXIII Olimpiade, dopo un'assenza dal torneo durata oltre trent'anni. La formazione scandinava chiuse il girone di qualificazione al terzo posto, alle spalle di Polonia e Germania Est, ma il boicottaggio della manifestazione da parte dell'Unione Sovietica consentì alla Norvegia d'essere ripescata. Guidata da Tor Røste Fossen e formata da calciatori come Erik Thorstvedt, Per Egil Ahlsen, Tom Sundby, Ola By Rise e Jan Berg, che in seguito giocheranno decine di partite nella Nazionale maggiore, la selezione non andò oltre alla fase a gironi.

### Dopo il 1984
Successivamente all'edizione del 1984 la nazionale norvegese non è più riuscita a qualificarsi ai giochi olimpici.

## Statistiche dettagliate sui tornei internazionali
Nota bene: come previsto dai regolamenti FIFA, le partite terminate ai tiri di rigore dopo i tempi supplementari sono considerate pareggi.

### Olimpiadi
| Anno | Luogo             | Piazzamento      | V | N | P | Gol |
| ---- | ----------------- | ---------------- | - | - | - | --- |
| 1952 | Helsinki          | Ottavi di finale | 0 | 0 | 1 | 1:4 |
| 1956 | Melbourne         | Non partecipante | - | - | - | -   |
| 1960 | Roma              | Non qualificata  | - | - | - | -   |
| 1964 | Tokyo             | Non partecipante | - | - | - | -   |
| 1968 | Città del Messico | Non partecipante | - | - | - | -   |
| 1972 | Monaco di Baviera | Non partecipante | - | - | - | -   |
| 1976 | Montréal          | Non qualificata  | - | - | - | -   |
| 1980 | Mosca             | Non qualificata  | - | - | - | -   |
| 1984 | Los Angeles       | Primo turno      | 1 | 1 | 1 | 3:2 |
| 1988 | Seul              | Non qualificata  | - | - | - | -   |
| 1992 | Barcellona        | Non qualificata  | - | - | - | -   |
| 1996 | Atlanta           | Non qualificata  | - | - | - | -   |
| 2000 | Sydney            | Non qualificata  | - | - | - | -   |
| 2004 | Atene             | Non qualificata  | - | - | - | -   |
| 2008 | Pechino           | Non qualificata  | - | - | - | -   |
| 2012 | Londra            | Non qualificata  | - | - | - | -   |
| 2016 | Rio de Janeiro    | Non qualificata  | - | - | - | -   |
| 2020 | Tokyo             | Non qualificata  | - | - | - | -   |
| 2024 | Parigi            | Non qualificata  | - | - | - | -   |

## Tutte le rose

### Giochi olimpici
Calcio ai Giochi Olimpici Estivi 19521 A. Hansen, 2 Holmberg, 3 Karlsen, 4 Olsen, 5 Svenssen, 6 Spydevold, 7 Hvidsten, 8 Thoresen, 9 Sørensen, 10 Johannessen, 11 Dahlen, 12 Blohm, 13 O. Hansen, 14 Henriksen, 15 Nilsen, 16 Pedersen, 17 Ødegaard, 18 Jevne, 19 Kristiansen, 20 Orre, CT: Soo
Calcio ai Giochi Olimpici Estivi 19841 Thorstvedt, 2 Fjælberg, 3 Kojedal, 4 Eggen, 5 Sirevåg, 6 Ahlsen, 7 Mordt, 8 Herlovsen, 9 Gran, 10 Sundby, 11 Kollshaugen, 12 By Rise, 13 Vaadal, 14 Johansen, 15 Berg, 16 Krogsæter, 17 Seland, CT: Røste Fossen
NOTA: Per le informazioni sulle rose precedenti al 1952 visionare la pagina della Nazionale maggiore.